# Anjo do Senhor

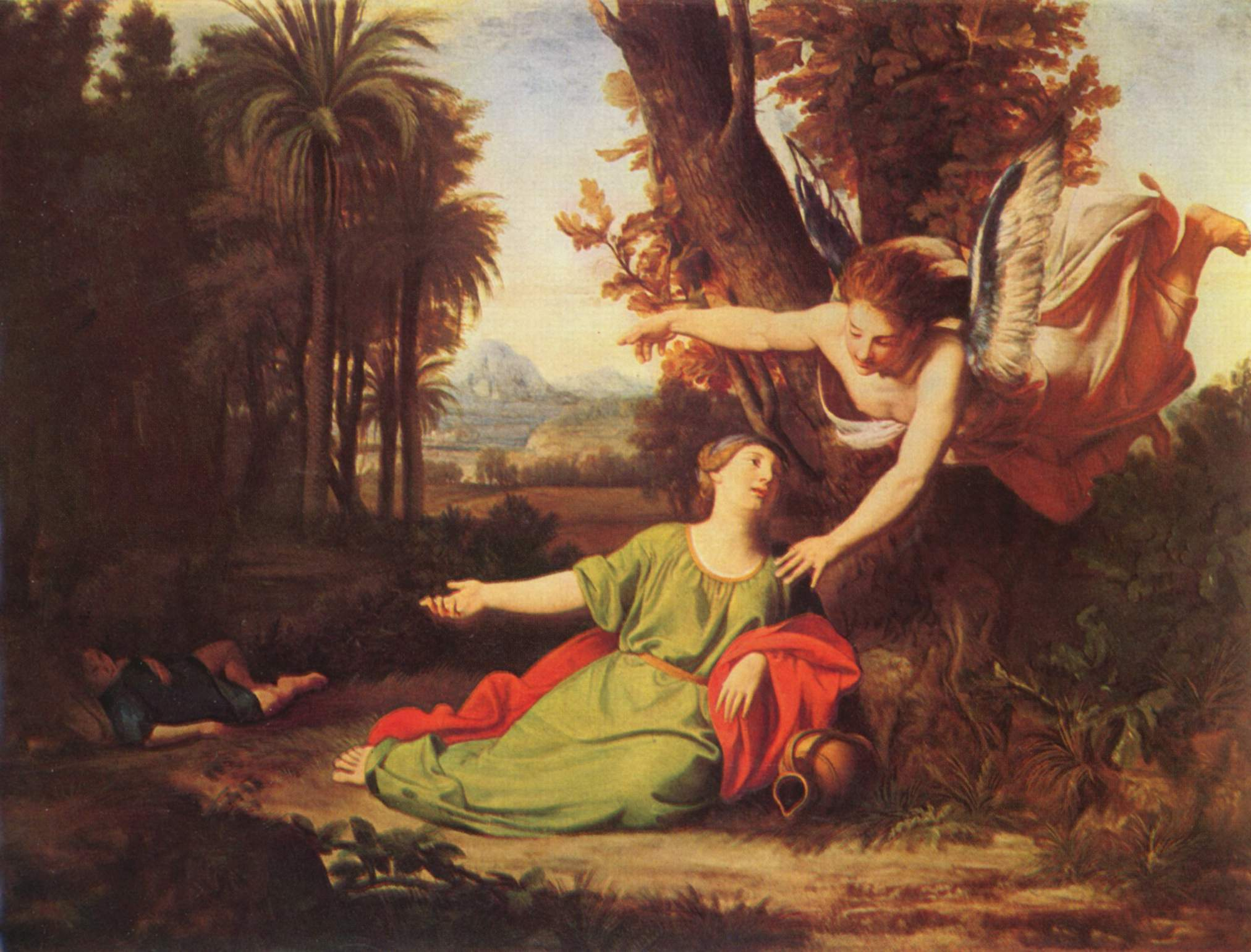
O Anjo do Senhor aparecendo para Agar no deserto, conforme pintura de Nicolas Colombel (1644-1717)

O Anjo do Senhor (em hebraico:  מַלְאַךְ יְהוָה) é uma entidade que aparece repetidamente no Tanakh (Antigo Testamento) em nome de Deus (Yahweh).
O termo malakh YHWH, que aparece por 65 vezes no texto da Bíblia Hebraica, pode ser traduzido como "o anjo do Senhor" ou "um anjo do Senhor". A versão da Bíblia feita por Rei Jaime geralmente a traduz como "o anjo do Senhor"; com menos frequência como "um anjo do Senhor". A Septuaginta (LXX) às vezes usa ἄγγελος Κυρίου (um anjo do Senhor), às vezes ὁ ἄγγελος Κυρίου (o anjo do Senhor): em Gênesis 16: 7-11, ele fornece primeiro a forma sem o artigo grego; depois, em todas as menções subsequentes ao artigo, como um uso anafórico do artigo.
Um termo intimamente relacionado é "anjo de Deus" (mal'akh 'Elohim), mencionado 12 vezes (2 dos quais no plural). Outra expressão relacionada, Anjo da Presença, aparece apenas uma vez (Isaías 63:9).
O Novo Testamento usa o termo "anjo do Senhor" (ἄγγελος Κυρίου) várias vezes, uma vez (Lucas 1:11–19) identificado com Gabriel.